# Calcáspidas
Los calcáspidas (en griego: Χαλκάσπιδες, ‘escudos de bronce’), estaban compuestos probablemente por uno de los dos cuerpo es un término poético usado por los escritores del griego koiné para referirse a una falange macedonia. Fue la principal fuerza de falange del ejército macedonio antigónida en el período helenístico con los leucáspidas (‘escudos blancos)’ que formaban el otro.
El grupo estaba formado por hoplitas que luchaban en formación de falange con largas sarisas y escudos de bronce, ya fueran peltas o aspis. Los leucáspidas podrían haber sido muy similares a los calcáspidas y también luchar en falange, o podrían ser un término para los aliados y mercenarios no macedonios que usaban escudos de madera, los tureos, en lugar de la pelta de bronce.
El rey Antígono III de Macedonia armó a los ciudadanos de Megalópolis como ‘escudos de bronce’ para la batalla de Selasia en el 222 a. C. Estas unidades lucharon en las diversas guerras macedónicas contra la República romana. Plutarco registra 1200 carros llenos de escudos de bronce, tomados como botín tras la victoria romana en la Batalla de Pidna en el 168 a  C., presumiblemente de los derrotados calcáspidas.
El término «calcáspidas» también se encuentra en otros ejércitos helenísticos. El historiador Polibio registra un desfile militar del ejército seléucida en Harbiye, Defne, un suburbio de Antioquía del Orontes, en el año 165 a. C. La falange seléucida parece estar formada por dos cuerpos: 10 000 crisáspidas (en griego: Χρυσάσπιδες, ‘escudos dorados’) y 5000 calcáspidas.
Si bien los seléucidas claramente emplearon con frecuencia las falanges en sus guerras, si Polibio se refería a un cuerpo separado al referirse a los calcáspidas, poco más se sabe específicamente sobre dicho cuerpo. Una referencia en el Libro I de los Macabeos menciona escudos de bronce presentes en la Batalla de Bet Zacarías en el 162 a. C.1 Macabeos 6:39.
Las falanges de la Liga Aquea también son llamadas a veces calcáspidas. Plutarco escribe sobre Mitrídates VI del Ponto presentando un cuerpo de calcáspidas contra Sila en la Batalla de Queronea (86 a. C.).